# Marimba

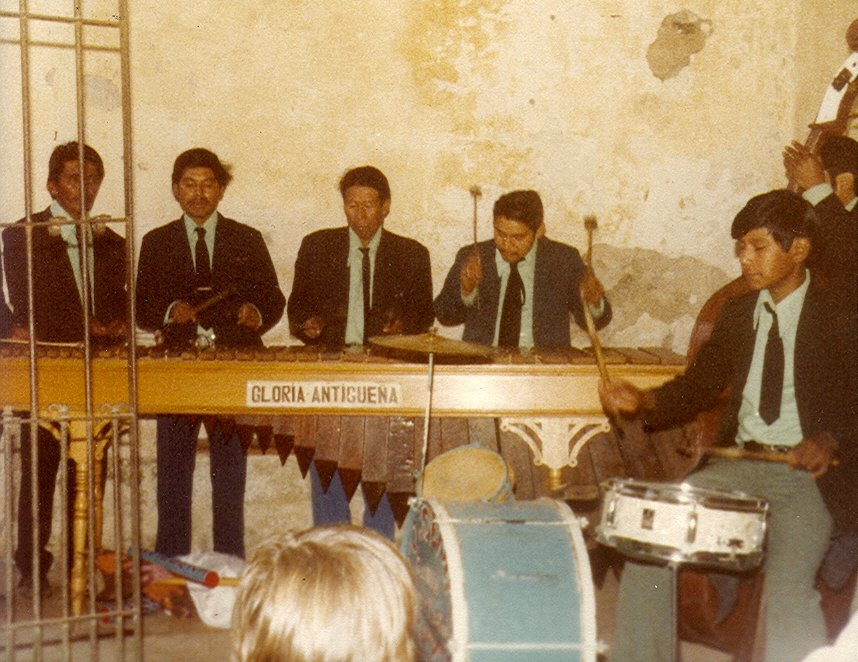
Hráči marimby, v Chiapasu a Guatemale velmi oblíbeného hudebního nástroje.

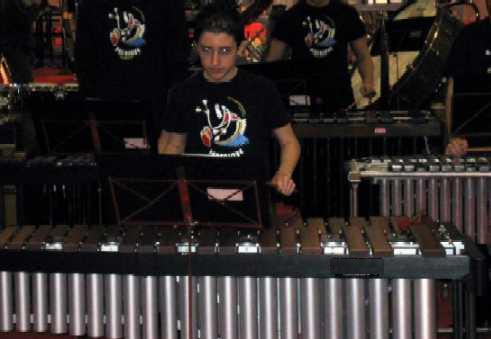
Hra na marimbu

Marimba (marimbafon) je bicí hudební nástroj patřící do skupiny úderové idiofony, na který mohou hrát až 4 hráči. Řadí se mezi xylofony. Tónový rozsah je až 5 oktáv – od C (E, F, A, c) do c4. Historici tvrdí, že nástroj pochází z Afriky a že byl do Ameriky přivezen černými otroky, ale obyvatelé státu Chiapas v Mexiku, kde je marimba velmi rozšířena, věří, že je původem odtud.[zdroj?]
Na rozdíl od vibrafonu má zvuková tělesa (kameny) dřevěná. Kameny jsou seřazeny chromaticky do dvou řad (stejně jako na klaviatuře klavíru) a pod každým je kolmo zavěšena ocelová rezonanční trubice, která zesiluje zvuk. Délka každé trubice závisí na výšce tónu příslušného kamene.

## Marimba v Chiapasu
Zeferino Nandayapa, který v roce 1966 získal Premio Nacional de las Artes, je prvním Chiapanem, který hrál na marimbu se symfonickým orchestrem. Bratři Gómezové složili ve dvacátých letech 20. století několik významných skladeb pro marimbu, např. „Tuxtla“ či „La Lira de San Cristóbal“. Jedním z nejznámějších hráčů na marimbu je Manuel Leeschower, který v roce 1996 vyhrál Premio Chiapas.
Marimba je v Chiapasu a Guatemale slyšet všude. Konají se různé soutěže, hraje se v domech i na ulicích. V Tuxtle se v centru města nachází Parque de la marimba, kde se večer co večer koná koncert na marimbu.

## Marimba v moderní hudbě
Marimba je hojně využívána v moderní taneční hudbě (typicky ji využívá např. tropical house). Můžeme ji slyšet například ve skladbách Shape of You (Ed Sheeran), Let Me Love You (DJ Snake a Justin Bieber) či Don't Wanna Know (Maroon 5). Použita je také v písni Mamma Mia od Abby.